# Nikolaj Aleksejevič Tučkov
Nikolaj Aleksejevič Tučkov (rusko Никола́й Алексе́евич Тучко́в), ruski general, * 1765, † 1812.
Bil je eden izmed pomembnejših generalov, ki so se borili med Napoleonovo invazijo na Rusijo; posledično je bil njegov portret dodan v Vojaško galerijo Zimskega dvorca.

## Življenje
15. marca 1773 je vstopil v inženirsko šolo, ki jo je končal 12. septembra 1778. Leta 1783 je bil povišan v podporočnika. Sodeloval je v rusko-švedski vojni leta 1788-90, nakar je bil premeščen v Muromski pehotni polk; s slednjim je sodeloval pri vojni s Poljaki v letih 1792-94. 
4. oktobra 1794 je bil povišan polkovnika ter bil premeščen v Belozerski pehotni polk. 4. oktobra 1797 je bil povišan v generalmajorja ter imenovan za poveljnika Sevskega mušketirskega polka, kateremu je poveljeval do konca življenja. 
13. septembra 1799 je bil povišan v generalporočnika in poleti 1806 je postal poveljnik 5. divizije, s katero se je udeležil vojne leta 1806-07. 
Med patriotsko vojno leta 1812 je bil poveljnik 3. pehotnega korpusa.